# Горні Вукшичі
45°25′ пн. ш. 14°59′ сх. д. / 45.41° пн. ш. 14.99° сх. д.
Горні Вукшичі (хорв. Gornji Vukšići) — населений пункт у Хорватії, у Приморсько-Горанській жупанії у складі міста Врбовсько.

## Населення
Населення за даними перепису 2011 року становило 0 осіб.
Динаміка чисельності населення поселення:

## Клімат
Середня річна температура становить 7,53 °C, середня максимальна – 20,38 °C, а середня мінімальна – -6,43 °C. Середня річна кількість опадів – 1494 мм.
| Клімат поселення                              | Клімат поселення | Клімат поселення | Клімат поселення | Клімат поселення | Клімат поселення | Клімат поселення | Клімат поселення | Клімат поселення | Клімат поселення | Клімат поселення | Клімат поселення | Клімат поселення | Клімат поселення |
| Показник                                      | Січ.             | Лют.             | Бер.             | Квіт.            | Трав.            | Черв.            | Лип.             | Серп.            | Вер.             | Жовт.            | Лист.            | Груд.            |                  |
| Середній максимум, °C                         | 4,92             | 5,42             | 8,11             | 11,83            | 16,82            | 20,23            | 20,38            | 19,90            | 16,17            | 12,11            | 7,03             | 3,88             |                  |
| Середня температура, °C                       | −0,75            | −0,24            | 2,44             | 6,15             | 11,14            | 14,56            | 16,64            | 16,17            | 12,44            | 8,37             | 3,31             | 0,14             |                  |
| Середній мінімум, °C                          | −6,43            | −5,92            | −3,23            | 0,49             | 5,48             | 8,89             | 12,91            | 12,44            | 8,70             | 4,64             | −0,42            | −3,59            |                  |
| Норма опадів, мм                              | 90               | 95               | 111              | 129              | 115              | 135              | 102              | 117              | 137              | 162              | 170              | 131              |                  |
| Середньомісячна швидкість вітру, м/с          | 2.39             | 2.55             | 2.76             | 2.62             | 2.46             | 2.28             | 2.18             | 2.18             | 2.18             | 2.36             | 2.57             | 2.58             |                  |
| Середньомісячна сонячна радіація, кДж/м²·день | 4311             | 7091             | 10333            | 14595            | 18680            | 20240            | 21721            | 18336            | 13530            | 8862             | 4713             | 3616             |                  |
| --------------------------------------------- | ---------------- | ---------------- | ---------------- | ---------------- | ---------------- | ---------------- | ---------------- | ---------------- | ---------------- | ---------------- | ---------------- | ---------------- | ---------------- |
| Джерело:                                      |                  |                  |                  |                  |                  |                  |                  |                  |                  |                  |                  |                  |                  |